# Billy Henderson
Billy Henderson (Indianapolis, 9 augustus 1939 – Daytona Beach, 2 februari 2007) was een Amerikaanse zanger.

## Loopbaan
Met vier andere vrienden van de highschool vormde hij in 1954 in Ferndale (bij Detroit) de soul zanggroep The Spinners. Ze scoorden vooral in de jaren zeventig diverse hits zoals het uit 1972 daterende "I'll Be Around". Andere hits van de groep waren onder andere "Could It Be I'm Falling in Love", "Then Came You" en "The Rubberband Man".
The Spinners werden zes keer voor een Grammy Award genomineerd en waren de tweede zwarte muziekgroep die een ster op de Hollywood Walk of Fame kregen.
In 2004 werd hij uit The Spinners gezet nadat hij de muziekmaatschappij van de groep en de manager om financiële redenen een proces had aangedaan.
Billy Henderson overleed op 67-jarige leeftijd aan de gevolgen van diabetes.
- MusicBrainz: 6d451359-1982-4ebd-b026-39e0dc902c41
- Virtual International Authority File: 9730154260368424480004